# Orquesta Sinfónica de Detroit

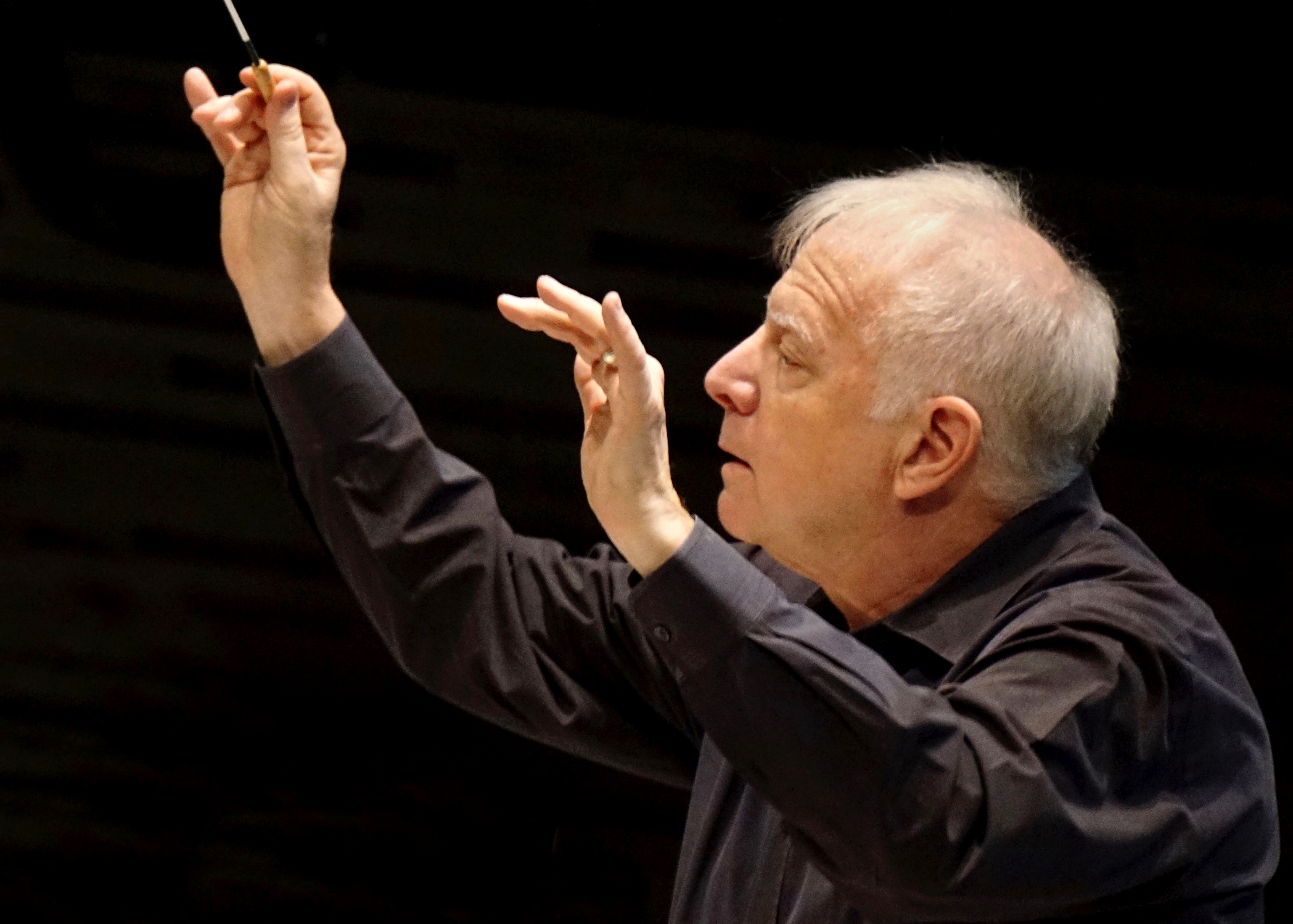
Leonard Slatkin. 2015

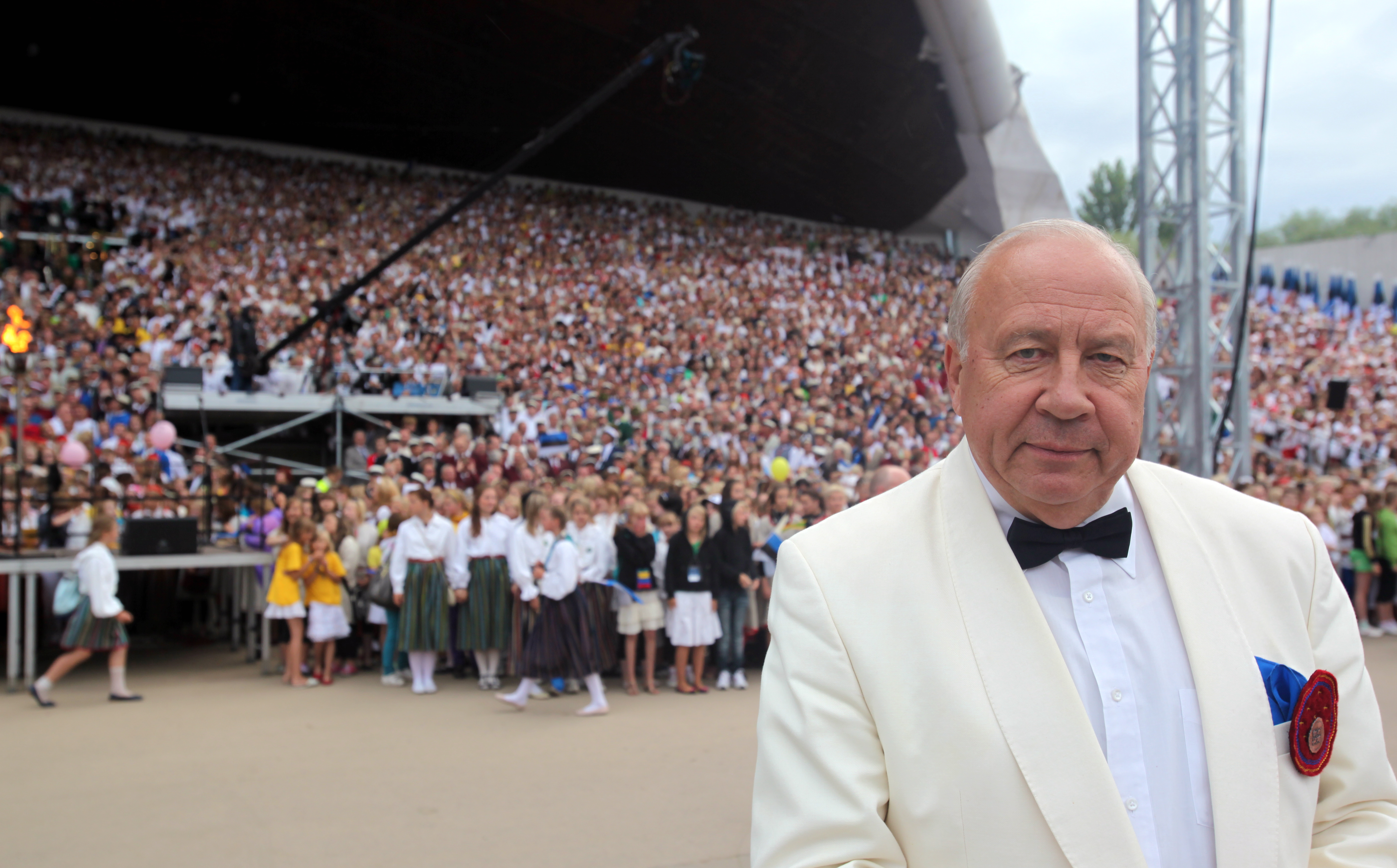
Neeme Järvi

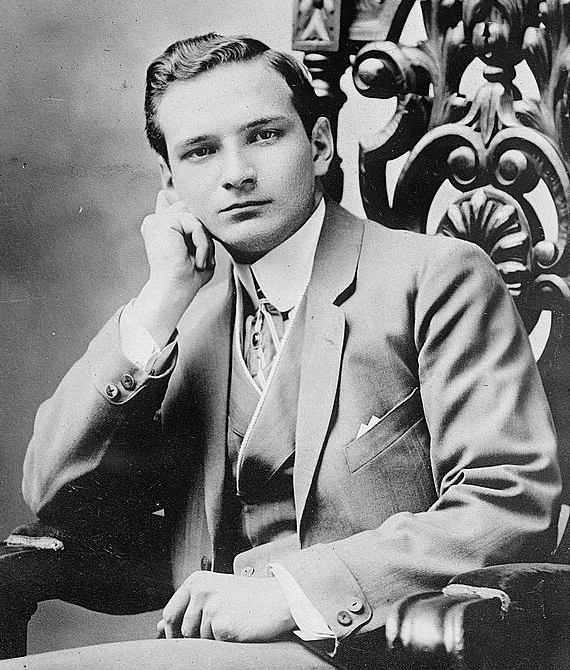
Victor Kolar

La Orquesta Sinfónica de Detroit (DSO) es una orquesta con sede en Detroit, Míchigan. Su principal centro de actuación es el Orchestra Hall en el Max M. Fisher Music Center en el Midtown. La DSO actúa en toda el área de Detroit en las series de conciertos de barrio y comunitarios gratuitos. 

## Historia

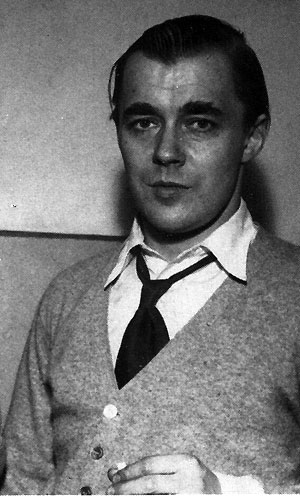
Sixten Ehrling

La DSO realizó el primer concierto de su primera temporada de suscripción a las 8:00 p. m. del lunes, 19 de diciembre de 1887 en la Ópera de Detroit. El director era Rudolph Speil. Fue sucedido en temporadas posteriores por una variedad de directores hasta 1900 cuando Hugo Kalsow fue nombrado y actuó hasta que la orquesta dejó de funcionar en 1910. La Sinfonía de Detroit reanudó sus operaciones en 1914 cuando diez mujeres de la sociedad Detroit contribuyeron con 100 dólares cada una a la organización y se comprometieron a encontrar 100 suscriptores adicionales. Pronto contrataron a un director musical, Weston Gales, un organista de iglesia de 27 años de Boston, quien dirigió la primera actuación de la orquesta reconstituida el 26 de febrero de 1914, nuevamente en la antigua Detroit Opera House.

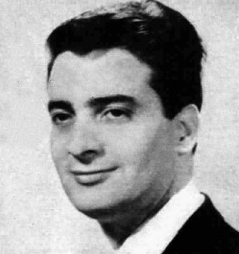
Aldo Ceccato

El nombramiento del pianista ruso Ossip Gabrilowitsch como director musical en 1918 le dio un estatus instantáneo a la nueva orquesta. Amigo de los compositores Gustav Mahler y Serguéi Rajmáninov, Gabrilowitsch exigió que se construyera un nuevo auditorio como condición para aceptar el puesto. El Orchestra Hall se completó para el nuevo director musical en 1919 en cuatro meses y veintitrés días. Con Gabrilowitsch, la Orquesta Sinfónica de Detroit se convirtió rápidamente en una de las orquestas más destacadas del país, actuando con los principales artistas de la época. En 1922, la orquesta dio la primera transmisión de radio del mundo de un concierto de orquesta sinfónica con la dirección de Gabrilowitsch y el artista invitado Artur Schnabel al piano. 
De 1934 a 1942, la orquesta se presentó en todo el país como la orquesta oficial de The Ford Sunday Evening Hour (más tarde la Ford Symphony Hour) programa de radio nacional.
En 1939, tres años después de la prematura muerte de Gabrilowitsch, la orquesta se mudó del Orchestra Hall al Teatro del Templo Masónico debido a importantes problemas financieros causados por la Gran Depresión. En la década de 1940, la orquesta se disolvió dos veces y se mudó a tres lugares diferentes. En 1946, la orquesta se mudó al Wilson Theatre, que pasó a llamarse Music Hall. En 1956, la orquesta se mudó al Auditorio Ford en el paseo del muelle del río Detroit, donde permaneció durante los siguientes 33 años. La orquesta una vez más gozó de prestigio nacional bajo el director musical Paul Paray, ganando numerosos premios por sus 70 grabaciones en el sello Mercury. A Paray le siguieron los conocidos directores musicales Sixten Ehrling, Aldo Ceccato, Antal Doráti y Günther Herbig.

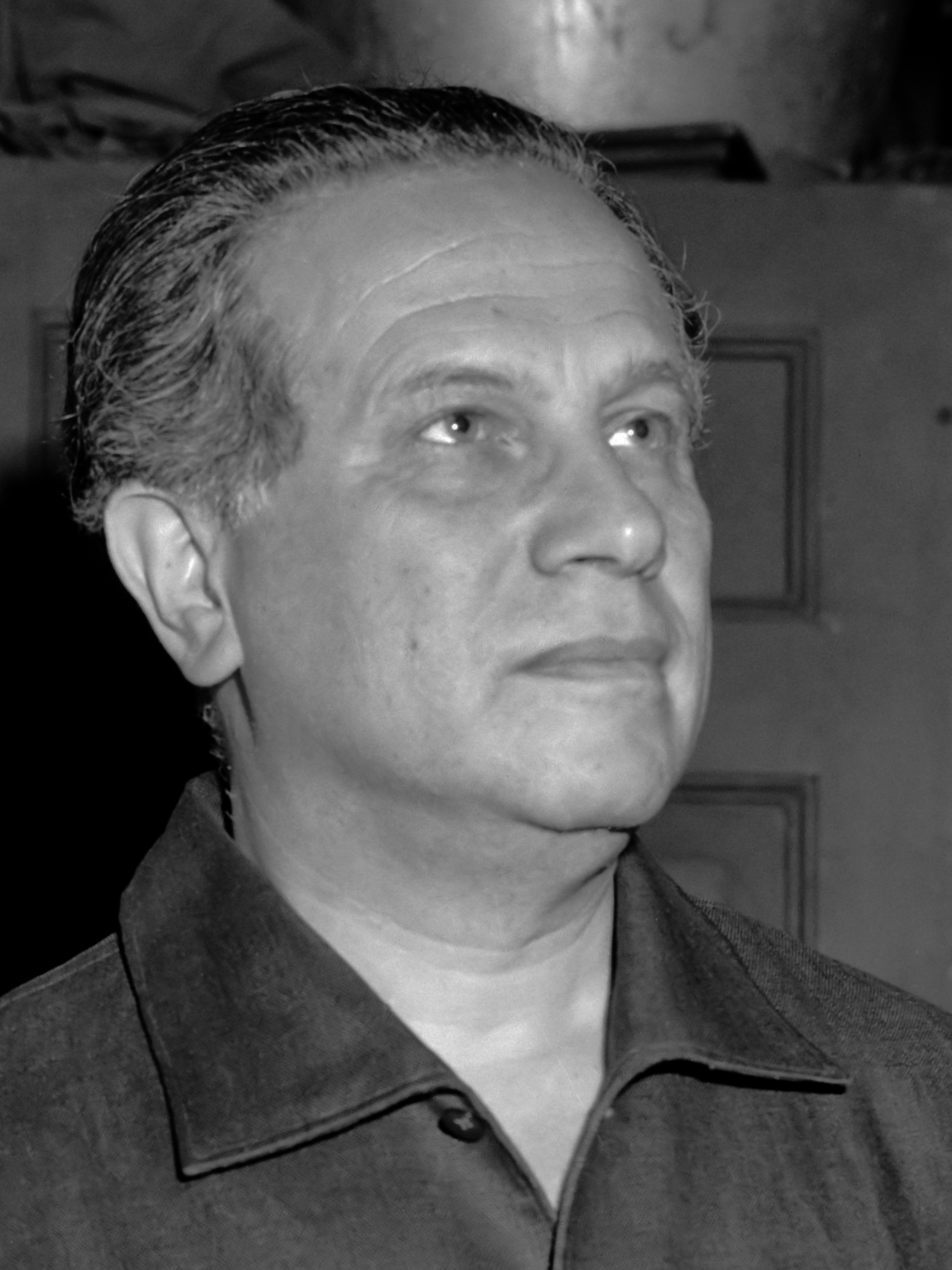
Antal Dorati (1962)

En la música popular, los miembros de la orquesta proporcionaron los acompañamientos de cuerdas grabados en muchos de los éxitos clásicos de Motown Records de la década de 1960, generalmente bajo la dirección del maestro de orquesta de la época, Gordon Staples. Dos álbumes de la Motown presentaron la cuerda de la Orquesta con la sección de ritmo de Motown los Funk Brothers. El conjunto combinado era conocido como San Remo Golden Strings y disfrutó de dos singles exitosos: "Hungry for Love" (Nº 3 en la lista Adult Contemporary) y "I'm Satisfied", que figuraron en el Billboard Top 100. En 1966, los miembros de la orquesta graban en el estudio Motown en West Grand Boulevard con The Supremes para el documental de ABC TV "Anatomy of Pop: The Music Explosion". La canción que interpretan es el éxito "Mi mundo está vacío sin ti" de Holland, Dozier y Holland. 
En 1989, después de un esfuerzo de rescate y restauración de 20 años, la Orquesta Sinfónica de Detroit regresó al Orchestra Hall. En 2003 se completaron renovaciones adicionales en la sala, incluida una ampliación de 60 millones de dólares de coste, un salón de recitales y un ala de educación, el Centro de Música Max M. Fisher. Una escuela secundaria de bellas artes, la Escuela de Artes de Detroit, se agregó al campus de DSO en 2004.
Neeme Järvi comenzó su dirección musical en 1990, y sirvió hasta el año 2005, la segunda más larga de la historia de la orquesta. Järvi ahora tiene el título de director emérito de la orquesta. Siguiendo a la marcha de Järvi, la DSO ha llamado a Peter Oundjian como su principal director invitado y asesor artístico para un período de 2 años, de 2006 a 2008. Después de cinco años de búsqueda, la DSO, anunció el 7 de octubre de 2007, la contratación de Leonard Slatkin como su duodécimo director musical. Peter Oundjian sigue manteniendo el título de principal director Invitado. En febrero de 2010, la orquesta anunció la extensión del contrato de Slatkin como director hasta la temporada 2012-2013. Slatkin llevó a cabo una reducción de su salario para ayudar a aliviar las dificultades financieras de la agrupación. En diciembre de 2014, la DSO anunció una extensión del contrato de Slatkin como director hasta la temporada 2017-2018, y después, a partir de la temporada 2019-2020 pasará a ser su director laureado.
La sinfónica ha producido muchas grabaciones en las etiquetas Victor, London, Decca, Mercury, RCA, Chandos y DSO. La grabación de DSO de The Rite of Spring de Igor Stravinsky fue el primer CD en ganar el Grand Prix du Disque. El DSO actualmente registra para la etiqueta Naxos. Los lanzamientos recientes y próximos incluyen música de Rachmaninoff, Aaron Copland y John Williams. A principios de 2010, George Blood Audio and Video [de Philadelphia] comenzó a transferir grabaciones, que datan de la temporada de conciertos de 1959-1960, al medio digital.

## Directores musicales
- Weston Vendavales (1914-1917)
- Ossip Gabrilowitsch (1918-1936)
- Franco Ghione (1936-1940)
- Victor Kolar (1940-1942)
- Karl Krueger (1944-1949)
- Pablo Paray (1951-1962)
- Sixten Ehrling (1963-1973)
- Aldo Ceccato (1973-1977)
- Antal Doráti (1977-1981)
- Günther Herbig (1984-1990)
- Neeme Järvi (1990-2005)
- Leonard Slatkin (2008–presente)